# Satipoella bufo
Satipoella bufo är en skalbaggsart som först beskrevs av Thomson 1868.  Satipoella bufo ingår i släktet Satipoella och familjen långhorningar. Inga underarter finns listade i Catalogue of Life.